# گرگوری سی. جانسون
گرگوری سی. جانسون (به انگلیسی: Gregory C. Johnson) فضانورد اهل کشور ایالات متحده آمریکا است که در ۳۰ ژوئیهٔ ۱۹۵۴ میلادی در سیاتل، واشینگتن زاده شد. وی در مأموریت اس‌تی‌اس-۱۲۵ حضور داشته است.